# 扎里維亞
51°14′46″N 26°42′35″E / 51.24611°N 26.70972°E
扎里維亞（烏克蘭語：Зарів'я），是烏克蘭的村落，位於該國西北部羅夫諾州，由薩爾內區負責管轄，始建於1640年，面積0.42平方公里，海拔高度151米，2001年人口257，人口密度每平方公里607.6人。